# 삼성 갤럭시 탭 A 8.0 2017
삼성 갤럭시 탭 A 8.0 2017는 삼성 갤럭시의 태블릿 PC이다.